# Zack and Miri Make a Porno
Zack and Miri Make a Porno is een film uit 2008 onder regie van Kevin Smith.

## Verhaal
Zack Brown en Miriam (Miri) Linky zijn huisgenoten die elkaar sinds de lagere school kennen. Ze zitten chronisch krap bij kas en kunnen nauwelijks huur of andere vaste lasten betalen. Miri werkt in het plaatselijk winkelcentrum en Zack in een koffiehuis. Terwijl ze zich voorbereiden op de reünie van de middelbare school, wordt hun waterleiding afgesloten. Miri baalt hiervan, omdat ze indruk wil maken op Bobby Long, vroeger de populairste jongen van de klas. Hij pestte haar door haar de bijnaam Stinky Linky te geven. Miri wil op de reünie laten zien hoe mooi ze is geworden en met hem naar bed gaan om revanche te nemen. Ze werpt zich op de reünie zowat voor zijn voeten, maar hij blijkt homoseksueel te zijn en relatie te hebben met homopornoster Brandon St. Randy. Eenmaal terug in hun appartement, wordt ook de elektriciteit afgesloten.
Zack en Miri realiseren zich dat ze dringend geld nodig hebben omdat ze anders op straat komen te staan. Zack is geïnspireerd door Brandon en Bobby en stelt voor een pornofilm te maken. Miri is eerst terughoudend, totdat Zack haar doet inzien dat ze allebei toch geen greintje waardigheid eropna houden. Er staat een stiekem opgenomen filmpje van haar op het internet waarin ze zich aan het omkleden is, terwijl ze een enorme 'omaonderbroek' ('grannypants') aanheeft. Zack gaat met collega Delaney op zoek naar de filmploeg. Ze plannen een parodie op Star Wars, getiteld Star Whores. Ze kopen de juiste kostuums en huren een garage waarin de opnames plaats moeten vinden. Ze blijken deze gehuurd te hebben van een oplichter. Deze is ervandoor gegaan met hun geld, terwijl de garage met al hun voorbereidingen en spullen erin wordt gesloopt door bouwvakkers.
De groep verliest even de moed, totdat Zack op het idee komt de film op te nemen in het koffiehuis na sluitingstijd, met de beveiligingscamera. Als de scène wordt opgenomen waarin Zack en Miri seks met elkaar hebben, realiseren ze zich dat ze allebei romantische gevoelens voor elkaar hebben en hebben ze in plaats van expliciete eerder liefdevolle seks. Later die avond komt de groep langs om een feest te vieren in Zack en Miri's appartement, ter ere van het feit dat hun huur betaald is en ze weer water en elektriciteit hebben. Stacey, een van de pornosterren, krijgt een oogje op Zack en vraagt Miri om haar toestemming Zack te verleiden. Miri durft op dat moment niet toe te geven aan haar gevoelens en vertelt Stacey dat het geen probleem is. Ze voelt zich niet op haar gemak als Zack en Stacey samen naar zijn slaapkamer gaan.
Wanneer later de scène opgenomen moet worden waarin Miri en pornoacteur Lester seks met elkaar hebben, wil Miri niet dat Zack op dat moment aanwezig is in het koffiehuis. Zack vat dit op als een grote belediging en neemt haar apart. Hij confronteert haar met het feit dat er iets plaatsvond tussen hen toen hun scène werd opgenomen en verklaart Miri de liefde. Zij is in de veronderstelling dat hij met Stacey naar bed is geweest en wijst hem op botte manier af. Zack verlaat daarop razend het appartement.
Er gaan drie maanden voorbij. Zack en Miri hebben nauwelijks contact meer, totdat Zack tot de ontdekking komt dat Miri nooit de scène met Lester heeft opgenomen. Hij vertelt haar dat hij nooit naar bed is geweest met Stacey en verklaart haar de liefde. Ze worden een koppel, trouwen en beginnen samen een pornoproductiemaatschappij bedoeld voor amateurs die eens opgenomen willen worden.

## Rolverdeling
| Acteur          | Personage           |
| --------------- | ------------------- |
| Seth Rogen      | Zack Brown          |
| Elizabeth Banks | Miriam 'Miri' Linky |
| Craig Robinson  | Delaney             |
| Jason Mewes     | Lester              |
| Katie Morgan    | Stacey              |
| Traci Lords     | Bubbles             |
| Jeff Anderson   | Deacon              |
| Ricky Mabe      | Barry               |
| Brandon Routh   | Bobby Long          |
| Justin Long     | Brandon St. Randy   |

## Productie
Toen filmmaker Kevin Smith het script schreef, liet hij het verhaal spelen in Minnesota. Er waren echter conflicten met het budget, waardoor er niet op locatie opgenomen kon worden. Om die reden kwam Smith tot de beslissing het verhaal te laten spelen in Pittsburgh. Hij had al lang het idee een film te maken over porno. Toen hij de film Chasing Amy (1997) maakte, overwoog hij een vervolg te maken waarin de hoofdpersonages de wereld van de porno-industrie betraden. Hij liet dit idee verwateren, toen hij de kans kreeg Dogma (1999) te maken.
Acteur Seth Rogen was de eerste en uiteindelijk enige keuze voor de rol van Zack Brown. Smith schreef het personage met Rogen in zijn achterhoofd, nadat hij hem zag in de film The 40 Year Old Virgin (2005). Smith had actrice Rosario Dawson in het oog voor de vrouwelijke hoofdrol. Zij bleek echter onbeschikbaar te zijn, aangezien ze het te druk had met de opnames van Eagle Eye (2008). Hierna werd Elizabeth Banks benaderd. Zij accepteerde de rol onmiddellijk. Voor de rollen van de pornoactrices, werden ook daadwerkelijk (voormalige) pornosterren benaderd. Dit was volgens de regisseur een idee van Rogen. De regisseur vertelde dat het uitzoeken van geschikte pornoacteurs enkele problemen met zich meebracht, omdat weinigen die audities deden acteertalent bezitten.
Voor de rol van pornoster Bubbles, werd voormalig pornoster Traci Lords gevraagd. De verwachtingen dat ze ermee zou instemmen de rol te doen waren laag, omdat ze al jaren niet meer met de porno-industrie geassocieerd wilde worden. Lords wilde echter graag samenwerken met Smith en besloot een uitzondering te maken. Nadat de filmploeg compleet was, begonnen de opnames. Deze werden op 12 maart 2008 afgerond.
De promotie zorgde in de Verenigde Staten voor wat ophef. Er werd een poster uitgebracht, die impliceerde dat de afgebeelden orale seks met elkaar hadden. De Motion Picture Association of America besloot dat dit geen gepaste poster was en verbood het gebruik ervan in de Verenigde Staten. In plaats daarvan, werd er een poster gebruikt met een simpele tekening erop. In Nederland werd wel de originele poster gebruikt.

## Ontvangst
De film werd in de Verenigde Staten geen succes. Hij ging er in première in 2735 bioscopen en bracht het eerste weekend een bedrag van 10.065.630 dollar op. Hiermee had hij de op een na hoogste weekendopbrengst, met High School Musical 3: Senior Year (2008) op de eerste plek. De filmmakers zagen dit als een grote teleurstelling. Het was ook de grootste teleurstelling voor Rogen, wiens vorige films allemaal meer opbrachten in het eerste weekend.
In Nederland opende de film in 55 bioscoopzalen. Het kreeg aardige, zo niet positieve reacties van de pers. Volgens het NRC Handelsblad hebben Rogen en Banks veel chemie en zijn er 'hilarische monologen en scènes', maar valt hij ook onder de categorie 'formulekomedie'. Het nieuwswebsite NU.nl noemde het een 'ideale date-movie voor stellen die tegen een stootje kunnen'.